# Sphecodes niveipennis
Sphecodes niveipennis är en biart som beskrevs av Meyer 1925. Sphecodes niveipennis ingår i släktet blodbin, och familjen vägbin. Inga underarter finns listade i Catalogue of Life.